# Груда, Сандрин
Сандри́н Беатри́с Груда́ (фр. Sandrine Béatrice Gruda; род. 25 июня 1987, Канны) — французская баскетболистка, выступающая за итальянский клуб «Беретта Фамила Скио». Серебряный призёр Олимпийских игр в Лондоне в составе национальной сборной Франции. Чемпионка ВНБА 2016 года в составе «Спаркс».

## Биография

### Клубная карьера
Сандрин Груда родилась в Каннах. С 18 лет защищала цвета Олимпика из Валансьена. В 2006 году вместе с «Олимпиком» дошла до полуфинала Евролиги, набрав в матче против «Брно» 14 очков и 8 подборов за 35 минут.
17 января 2007 года была названа лучшим молодым игроком 2006 года. Этот рейтинг определяли болельщики, эксперты, журналисты, игроки и тренеры.
В марте 2007 года подписывает контракт с екатеринбургским УГМК. В апреле 2007 года на драфте WNBA выбрана в 1 раунде под общим 13-м номером командой «Коннектикут Сан».
В феврале 2010 года названа игроком года по версии ФИБА, опередив Анете Екабсоне и Марию Степанову.
В феврале 2016 года Груда покинула УГМК из-за обострения серьёзной травмы ноги. В июле она заключила контракт с турецким клубом «Фенербахче».

### Карьера в сборной
В национальной команде Франции дебютировала в возрасте 19 лет. В 2009 году привела свою сборную к победе на чемпионате Европы.

## Награды
- Чемпионка Европы (2009)
- Серебряный призёр Летних Олимпийских игр (2012)
- Победитель Евролиги (2013)
- Обладатель Суперкубка Европы 2013
- Чемпионка России (2009, 2010, 2011, 2012, 2013, 2014, 2015, 2016)
- Обладатель Кубка России (2009, 2010, 2011, 2012, 2013, 2014)
- Серебряный призёр Кубка России (2008)
- Серебряный призёр Европы (2013)
- Серебряный призёр Евролиги: (2015, 2017)
- Бронзовый призёр Европы (2011)
- Бронзовый призёр Евролиги (2008, 2009, 2010, 2011, 2012, 2014)
- Бронзовый призёр чемпионата России (2008)
- Бронзовый призёр Мировой Лиги ФИБА (2007)
- Бронзовый призёр молодёжного чемпионата мира (2007- MVP чемпионата)
- Чемпионка Франции (2007)
- Обладатель Кубка Франции (2007)
- Участница матча все Звезды Евролиги (2007, 2010, 2011)
- Лучший молодой игрок Франции и лучшая молодая баскетболистка Европы по версии ФИБА-Европа (2005, 2006)
- Вице-чемпионка Франции (2006)
- Бронзовый призёр чемпионата Европы среди кадеток (2005)